# Miraflores (Chaco)
Miraflores é uma cidade da Argentina, localizada na província de Chaco.